# El pabellón de los oficiales
El pabellón de los oficiales (en francés: La Chambre des officiers), es una película francesa de 2001 dirigida por François Dupeyron y protagonizada por Eric Caravaca. Se basa en la novela de Marc Dugain, que a su vez se basa en las experiencias de uno de los ancestros del propio autor durante la Primera Guerra Mundial. La película recibió nueve nominaciones en los 27º Premios César, ganando en las categorías de Mejor Actor de reparto para André Dussollier y Mejor Cinematografía para Tetsuo Nagata.

## Sinopsis
La película se concentra en la parte de la convalecencia del protagonista en un hospital militar narrada en la novela original, y enfatiza el horror a las heridas sufridas por los camaradas en el campo de batalla. A la llegada de Adrien al pabellón de los oficiales, todos los espejos son removidos. Adrien se vuelve cada vez más desesperado en ver los daños faciales sufridos, incluso insiste a un visitante para que le dibuje un retrato. Mientras que la novela continúa narrando las experiencias de los oficiales hasta Segunda Guerra Mundial y más allá, la película culmina justo después de la Gran Guerra.

## Reparto
- Eric Caravaca como Adrien.
- Denis Podalydès como Henri.
- Grégori Derangère como Pierre.
- Sabine Azéma como Anaïs.
- André Dussollier como el cirujano.
- Isabelle Renauld como Marguerite.
- Géraldine Pailhas como Clémence.
- Jean-Michel Portal como Alain.
- Xavier De Guillebon como Louis.
- Elise Tielrooy como Enfermero Cécile.
- Guy Tréjan como El ministro.
- Catherine Arditi como la madre de Adrien.
- Paul Le Persona como el abuelo de Adrien.
- Circé Lethem como la hermana de Adrien.
- Agathe Dronne como la futura mujer de Adrien.

## Premios y nominaciones
- Festival de Cine de Cannes  Francia
  - Nominado: Palma De Oro (François Dupeyron)[3]
- César Premios  Francia
  - Ganadora: Mejor Fotografía (Tetsuo Nagata)
  - Ganadora: Mejor Actor – Rol De Apoyo (André Dussollier)
  - Nominada: Mejor Actor – Protagonista (Eric Caravaca)
  - Nominada: Mejor Diseño De Vestuario (Catherine Bouchard)
  - Nominada: Mejor Director (François Dupeyron)
  - Nominada: Mejor Película
  - Nominada: Mejor Escrito (François Dupeyron)
  - Nominado: Más Prometedor Actor (Grégori Derangère y Jean-Michel Portal)